# 杉原梨江子
杉原 梨江子（すぎはら りえこ、1965年- ）は、日本の聖樹・巨樹研究家。

## 人物・来歴
広島県生まれ。

## 著書
- 『木精占い 古代ケルトから伝わる樹木のメッセージ』実業之日本社, 2005.2
- 『あなたの部屋に幸運を呼びこむグリーン&フラワー』総合法令出版, 2008.10
- 『古代ケルト聖なる樹の教え』実業之日本社, 2009.8
- 『あなたの愛と運命 古代ケルト聖なる樹が語る』実業之日本社, 2010.2
- 『植物を部屋に置くだけで、幸せがやってくるhappyグリーン&フラワー 植物がくれる、癒しと浄化』永岡書店, 2010.3
- 『古代北欧ルーン占い』実業之日本社, 2011.7
- 『聖樹巡礼 幸せを呼びこむスピリチュアル・ツリーに出会う』PHP研究所, 2011.9
- 『いちばんわかりやすい北欧神話』(じっぴコンパクト新書 実業之日本社, 2013.1
- 『被爆樹巡礼 原爆から蘇ったヒロシマの木と証言者の記憶』実業之日本社, 2015.7
- 『神話と伝説にみる花のシンボル事典』説話社, 2017.6
- 『偉人の花ことば』説話社, 2021.12

### 監修
- 『インドアグリーンと小さな花鉢 贈ろう、飾ろう 運気を高める贈る&飾るコツ』 Jungle COLLECTION by Aoyama Flower Market, Breath green & spring CO.LTD. 共監修, 主婦の友社, 2013.3
- 松之木大将『ゲーム制作者のための北欧神話事典』監修. 翔泳社, 2014.10

翻訳
- 『自分を信じる 超訳「北欧神話」の言葉』編訳. 幻冬舎, 2016.6